# Dourdèze
La Dourdèze (en occitan Dordèsa) est une  rivière du sud de la France c'est un affluent du Drot (ou Dropt) donc un sous-affluent de la Garonne.

## Géographie
De 19,9 km de longueur, la Dourdèze est une rivière qui prend sa source sur la commune de Soumensac en Lot-et-Garonne sous le nom de ruisseau de Montaillac et se jette dans le Drot en rive droite sur la commune de Cours-de-Monségur en Gironde.

### Départements et communes traversés
- Lot-et-Garonne : Villeneuve-de-Duras, Loubès-Bernac, Savignac-de-Duras, Saint-Astier, Saint-Sernin, Saint-Jean-de-Duras, Soumensac, Duras, Baleyssagues.
- Gironde : Cours-de-Monségur.

### Principaux affluents
- Ruisseau de Garnazel : 6,5 km
- Ruisseau de Canterane : 6 km
- Le Nourissat : 3,6 km

### Organisme gestionnaire
Le bassin de la Dourdèze est couvert par le schéma d'aménagement et de gestion des eaux (SAGE) « Dropt ». Ce document de planification , dont le territoire correspond au bassin versant du Dropt, d'une superficie de 1 522 km2, a été approuvé le 13 janvier 2022. La structure porteuse de l'élaboration et de la mise en œuvre est le syndicat mixte EPIDROPT.